# Анісько Володимир Антонович
Володимир Антонович Анісько (3 жовтня 1937 — 5 серпня 2005) — радянський і російський актор театру та кіно. Заслужений артист РРФСР (1973) та народний артист Російської Федерації (1999).

## Біографія
Володимир Анісько народився у Хабаровську 3 жовтня 1937 (за іншими даними народився в селищі Софійськ Хабаровського краю). В 1961 закінчив школу-студію МХАТ.
З 1960 працював у Московському драматичному театрі ім. Станіславського.
Володимир Антонович грав великих, значних особистостей. Його герої важливі та імпозантні, іронічно ставляться до себе і до світу.
У деяких спектаклях він грав одночасно кілька ролей: три ролі у «Процесі» за Ф. Кафкою, вісім ролей у «Дон Кіхоті» М. О. Булгакова.
Помер 5 серпня 2005 року у Москві. Похований на цвинтарі «Ракитки».

## Сім'я
Дружина — Тамара Олексіївна Вітченко (1938—1997), акторка драматичного театру ім. Станіславського.

## Визнання та нагороди
- Заслужений артист РРФСР (24.12.1973)
- Народний артист Російської Федерації (26.01.1999)

## Творчість

### Ролі у театрі
- «Учень диявола» Б. Шоу — Річард[2];
- «Тригрошова опера» Б. Брехт, К. Вайль — Мекхіт;
- «Анна» — Микола;
- «Сповідь молодої людини» (Підліток) Ф. М. Достоєвський — Версилов;
- «Одруження Білугіна» — Агішин;
- «Продавець дощу» — Білл Старбак;
- «Сповідь» з автобіографічної книги О. І. Герцен «Минуле і думи» — Герцен;
- «Собаче серце» М. О. Булгаков — Професор Преображенський;
- «Танго» С. Мрожек — Стоміл;
- «Іванов» А. П. Чехов — Лебедєв;
- «Гріхи його батька» за «Привидами» Г. Ібсен — пастор Мандерс (театр Маяковського);
- «Дачники» М. Горький — Басов;
- «Полковнику ніхто не пише» Г. Г. Маркес — Сабас;
- «Чоловічий рід, однина» — Альбер;
- «Міщанин-дворянин» Мольєра — вчитель філософії.

## Фільмографія
- 1961 — Чисте небо — приятель Олексія у бомбосховищі;
- 1969 — Звинувачуются в убивстві — Карташов, льотчик;
- 1970 — Визволення;
- 1971 — Інспектор карного розшуку — Володя Архіпов, художник;
- 1976 — Солдати свободи — ад' ютант Толбухіна;
- 1977 — Остання двійка — Леван;
- 1979 — Так і буде — Ніколаша;
- 1979 — Слідство ведуть ЗнаТоКі. Підпасок з огірком — Антон Володимирович Цвєтков;
- 1980 — Швидше за власну тінь — батько Олени;
- 1981 — Затишшя — Петро Олексійович Веретьев, поміщик, брат Надії;
- 1981 — Ленін в Парижі — «наплевіст»;
- 1983 — За синіми ночами — Міша, артист, чоловік Ольги Миколаївни;
- 1991 — По Таганці ходять танки — Генадій Степанович, директор магазину;
- 1992 — Дрібниці життя — Інокентій Михайлович, продюсер «Мадлен»;
- 1995 — Фатальні яйця — Стравинський.